# Ithycyphus miniatus
Ithycyphus miniatus is een slang uit de familie Pseudoxyrhophiidae.

## Naam en indeling
De wetenschappelijke naam van de soort werd voor het eerst voorgesteld door Hermann Schlegel in 1837. Oorspronkelijk werd de wetenschappelijke naam Coluber miniatus gebruikt.

### Synoniemen
- Coluber miniatus Schlegel, 1837
- Dryophylax miniatus A.M.C. Duméril, Bibron & A.H.A. Duméril, 1854
- Philodryas miniatus Jan, 1863
- Ithycyphus miniatus Boulenger, 1896

## Gedrag
De slang is nachtactief en voedt zich voornamelijk met muismaki's en andere kleine zoogdieren. Tegenover mensen gedraagt de slang zich niet agressief. Hij bijt enkel bij bedreiging, het gif veroorzaakt veel pijn en bloedverlies.

## Verspreiding en habitat
Ithycyphus miniatus is endemisch in het westen en noorden van Madagaskar inclusief het eilandje Nosy Be, mogelijk komt de soort voor op de Comoren. De habitat bestaat uit droge tropische en subtropische bossen, vochtige tropische en subtropische bossen en scrublands.

## Bedreigingen
De voornaamste bedreiging van de Ithycyphus miniatus is verlies van leefomgeving door houtkap. Op de slang wordt weinig jacht gemaakt, in veel streken waar hij voorkomt rust namelijk een fady (taboe) op de slang. Veel Malagassiërs geloven dat deze slang, die ze fandrefiala noemen, hen kan hypnotiseren. Door de internationale natuurbeschermingsorganisatie IUCN is de beschermingsstatus 'veilig' toegewezen (Least Concern of LC).